# Fargesia pauciflora
Fargesia pauciflora är en gräsart som först beskrevs av P.C.Keng, och fick sitt nu gällande namn av Tong Pei Yi. Fargesia pauciflora ingår i släktet bergbambusläktet, och familjen gräs. Inga underarter finns listade i Catalogue of Life.